# Distrito de Schwarzenburg
El distrito de Schwarzenburg (hispanizadodistrito de Schwarzemburgo) es uno de los antiguos veintiséis distritos del cantón de Berna, Suiza, situado al centro-oeste del cantón, tenía una superficie de 157 km². La capital del distrito era Schwarzenburg (comuna de Wahlern).

## Geografía
El distrito de Schwarzenburg estaba situado entre la región del Mittelland (meseta) y del Oberland bernés (Berner Oberland en alemán). Limita al noreste con el distrito de Berna, al este con el de Seftigen, al sures con el de Niedersimmental, y al oeste con el de Sense (FR).

## Historia
El distrito fue disuelto el 31 de diciembre de 2009 tras la entrada en vigor de la nueva organización territorial del cantón de Berna. Las comunas fueron absorbidas en su totalidad por el nuevo distrito administrativo de Berna-Mittelland.

## Comunas
| Distrito de Schwarzenburgo | Distrito de Schwarzenburgo | Distrito de Schwarzenburgo | Distrito de Schwarzenburgo | Distrito de Schwarzenburgo |
| Comunas                    | Población (31.12.2008)     | Superficie km²             | Densidad hab./km²          |                            |
| -------------------------- | -------------------------- | -------------------------- | -------------------------- | -------------------------- |
| Albligen                   | 463                        | 4.3                        | 107,67                     |                            |
| Guggisberg                 | 1586                       | 54.9                       | 28,88                      |                            |
| Rüschegg                   | 1684                       | 57.4                       | 29,33                      |                            |
| Wahlern                    | 6217                       | 40.6                       | 153,12                     |                            |
| Total (4)                  | 9950                       | 157.2                      | 63,29                      |                            |